# Smooth
«Smooth» es una canción interpretada por la banda Santana con la colaboración de Rob Thomas, vocalista  del grupo Matchbox Twenty. La canción fue escrita por Thomas y Itaal Shur y fue lanzada en 1999 como el primer sencillo del álbum Supernatural. La canción fue un éxito, llegando a alcanzar altas posiciones en las listas de popularidad de varios países, incluyendo la primera posición del Billboard Hot 100 durante 12 semanas. Fue el último Billboard Hot 100 número uno de los 1990s y el primer número uno de los 2000s y del siglo XXI.«Smooth» es la única canción en aparecer en dos rankings Billboard Decade End pertenecientes a décadas distintas.
«Smooth» ganó tres premios Grammy en las categorías de grabación del año, canción del año y mejor colaboración vocal de pop.

## Listas de popularidad
| Lista (1999-2000)                 | Posición más alta |
| --------------------------------- | ----------------- |
| Australian Singles Chart          | 4                 |
| Billboard Adult Contemporary      | 11                |
| Billboard Alternative Songs       | 24                |
| Billboard Hot 100                 | 1                 |
| Billboard Mainstream Rock Tracks  | 10                |
| Billboard Top 40 Mainstream       | 1                 |
| Listas musicales de Finlandia     | 12                |
| Listas musicales de Francia       | 15                |
| Nederlandse Top 40 (Países Bajos) | 40                |
| New Zealand Singles Chart         | 18                |
| Ö3 Austria Top 40                 | 9                 |
| Swiss Record Charts               | 18                |
| UK Singles Chart                  | 3                 |
| Ultratop 50 (Flandes)             | 30                |